# جوف التامور

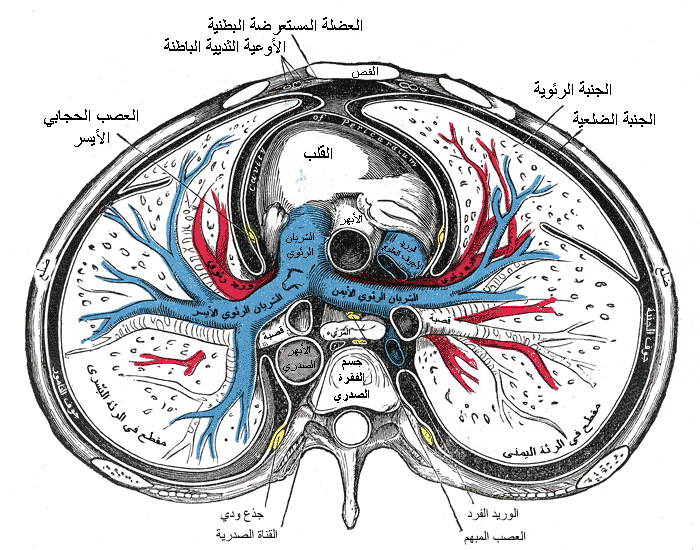

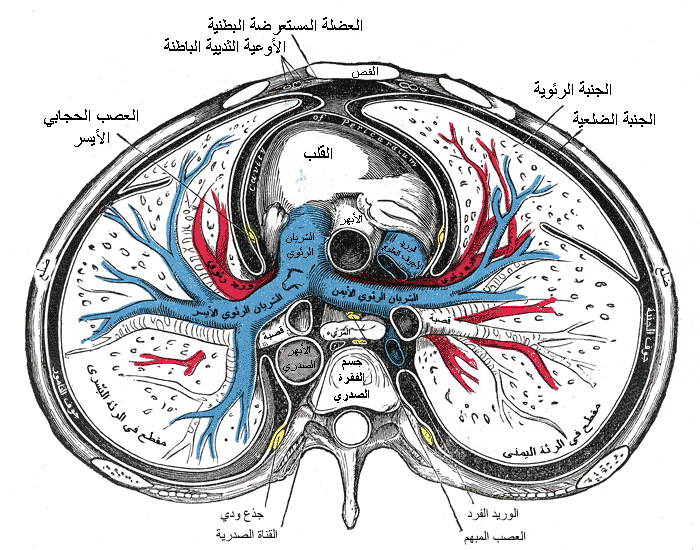

جوف التامور أو جوف التأمور (بالإنجليزية: pericardial cavity)‏ هو مساحة بين التأمور الجداري والتأمور الحشوي ويحتوي على سائل مصلي يمنع احتكاك طبقتي التأمور ويسهل حركة القلب ويسمى السائل التأموري.